# Trąbki Wielkie (osada leśna)
Trąbki Wielkie (niem. Groß Trampken, kaszb. Trąbczi Wiôldżé) – osada leśna w Polsce położona w województwie pomorskim, w powiecie gdańskim, w gminie Trąbki Wielkie.
W latach 1975–1998 miejscowość administracyjnie należała do województwa gdańskiego.